# Unión de Congregaciones Judías Mesiánicas
La Unión de Congregaciones Judías Mesiánicas (en inglés: Union of Messianic Jewish Congregations) (UMJC por sus siglas en inglés) es una organización judía mesiánica internacional que apoya a las congregaciones judías mesiánicas.

## Historia
Fue formada en 1979 por diecinueve congregaciones judías independientes que compartieron la creencia en Yeshúa (Jesús) como el Mesías en Mechanicsburg, Pensilvania. En 2022, dijo que tenía 75 congregaciones en 8 países.
Estos sostienen una conferencia anual internacional y numerosos acontecimientos regionales, incluyendo conferencias y foros para judíos mesiánicos más jóvenes. El UMJC activamente ayuda a comenzar congregaciones Mesiánicas en varias comunidades judías, publica un diario semestral de estudiantes judíos mesiánicos titulado Kesher, y patrocina un seminario, el Instituto Judío Mesiánico Teológico.